# Нимелен
Нимеле́н — река в Хабаровском крае России, левый приток Амгуни (бассейн нижнего Амура).
Берёт начало в хребте Ям-Алинь слиянием рек Мата и Сеямни-Макит. Длина реки — 311 км, площадь бассейна — 14 100 км². Питание преимущественно дождевое; половодье приходится на период с мая по сентябрь. Средний расход воды — 118 м³/сек (41 км от устья).
Горы в речной долине Нимелена изобилуют лесом, преимущественно хвойным.

## Данные водного реестра
По данным государственного водного реестра России относится к Амурскому бассейновому округу, речной бассейн реки — Амур, речной подбассейн реки — Амгунь, водохозяйственный участок реки — Амгунь.
Код объекта в государственном водном реестре — 20030800112118100084215.

## Притоки
Объекты перечислены по порядку от устья к истоку.
- 18 км: Керби
- 42 км: Упагда
- 54 км: Нижняя Таксандра
- 58 км: река без названия
- 68 км: Верхняя Таксандра
- 86 км: Омал
- 128 км: Альникан
- 180 км: Эльгэ
- 190 км: водоток протока без названия
- 214 км: Унмагокан
- 220 км: Камакан
- 224 км: Саргаты
- 232 км: Гуефта
- 234 км: Верхние Саргаты
- 246 км: Нипна
- 254 км: река без названия
- 258 км: Нимнягун
- 265 км: Камурук
- 268 км: Амнус
- 275 км: Хунхо
- 279 км: Оленька
- 286 км: Деоло
- 291 км: Лучи
- 300 км: Этмата
- 304 км: Бутали
- 304 км: Куруминджа
- 311 км: Мата
- 311 км: Сеямни-Макит